# Henson (Familienname)
Henson ist ein Familienname.

## Herkunft und Bedeutung
Henson ist ein ursprünglich patronymisch gebildeter englischer Familienname mit der Bedeutung „Sohn des Henne“ (einem mittelalterlichen Diminutiv von Henry).

## Namensträger
- Alan Henson, walisischer Rugbyspieler
- Basil Henson (1918–1990), britischer Schauspieler
- Bill Henson (* 1955), australischer Fotograf
- Brian Henson (* 1963), US-amerikanischer Regisseur, Produzent und Puppendesigner; Sohn von Jim Henson
- Deborah Henson-Conant (* 1953), US-amerikanische Komponistin und Harfenistin
- Drew Henson (* 1980), US-amerikanischer Baseballspieler
- Elden Henson (* 1977), US-amerikanischer Schauspieler
- Gavin Henson (* 1982), walisischer Rugbyspieler
- George Henson (1911–1988), englischer Fußballspieler
- Herbert Hensley Henson, britischer Bischof
- Jane Henson (1934–2013), US-amerikanische Puppenspielerin und -designerin
- Jim Henson (1936–1990), US-amerikanischer Regisseur, Puppendesigner und Fernsehproduzent
- John Henson (Puppenspieler) († 2014), US-amerikanischer Puppenspieler
- John Henson (* 1990), US-amerikanischer Basketballspieler
- Josiah Henson (Pastor) (1789–1883), US-amerikanischer Sklave, methodistischer Pastor und kanadischer Führer befreiter Sklaven
- Josiah Henson (1922–2012), US-amerikanischer Ringer
- Keaton Henson (* 1988), britischer Musiker, Singer-Songwriter, Künstler und Poet
- Keith Henson (* 1942), US-amerikanischer Sachbuchautor
- Laura Henson (1872–1961), US-amerikanische Tennisspielerin
- Leslie Henson (1891–1957), britischer Schauspieler
- Lou Henson (1932–2020), US-amerikanischer Basketballtrainer
- Matthew Henson (1866–1955), US-amerikanischer Polarforscher
- Mickie Henson, US-amerikanischer Wrestling-Ringrichter
- Mike Henson, deutscher Snookerspieler und Trainer
- Nicky Henson (1945–2019), britischer Schauspieler
- Samuel Henson (* 1971), US-amerikanischer Ringer
- Taraji P. Henson (* 1970), US-amerikanische Schauspielerin und Sängerin
- William Henson (Politiker) (1826–1903), australischer Politiker
- William Samuel Henson (1812–1888), britisch-amerikanischer Flugpionier